# دانشگاه بدخشان
دانشگاه بدخشان یکی از دانشگاه‌های دولتی غیر انتفاعی در شمال شرق افغانستان است که در سال ۱۳۷۷ در شهر فیض‌آباد بدخشان تأسیس گردید. دانشگاه بدخشان در حال حاضر ۹ دانشکده، ۲۸ رشتهٔ علمی، ۱۳۶ تن کادر علمی، ۷۰ کارمند اداری، ۸۵ تن کارکن خدماتی و نزدیک به ۶ هزار دانشجو دارد که ۳۰ درصد این دانشجویان، دختران هستند. مکتب تعلیمات مسلکی و دوامدار دانشگاه آسیای مرکزی با نام مکتب تعلیمات مسلکی و دوامدار دانشگاه بدخشان، از سال ۱۳۹۴ تا اکنون نیز در این دانشگاه فعالیت می‌کند.
از فارغ التحصیلان برجسته دانشگاه بدخشان می‌توان به فیضه درخانی، یک فعال محیط زیست، فعال حقوق زنان و مربی افغان اشاره کرد.

## پیشینه
مؤسسه تحصیلات عالی بدخشان، به اساس فرمان برهان‌الدین ربانی، رئیس‌جمهوری وقت افغانستان، در سال ۱۳۷۷ خورشیدی با ایجاد دانشکدهٔ طب تأسیس شد. این مؤسسهٔ تحصیلی، در سال ۱۳۸۲، به دستور حامد کرزی رئیس حکومت انتقالی، در وزارت تحصیلات عالی کشور ثبت شد؛ اما متأسفانه در نخستین روزهای حکومت آقای کرزی، دانشکدهٔ طب لغو و دانشجویان آن جهت ادامهٔ تحصیل به دانشگاه‌های بلخ و کابل انتقال داده شدند.
مؤسسهٔ تحصیلات عالی بدخشان، تا سال ۱۳۹۱، با داشتن چهار دانشکده (تعلیم و تربیه، زبان و ادبیات، زراعت و اقتصاد)، ۳۴ نفر کادر علمی و نزدیک به ۲ هزار دانشجو داشت. این مؤسسهٔ تحصیلی، در سال ۱۳۹۲ خورشیدی، به دانشگاه ارتقا یافته و فصل تازه‌ای از فعالیت‌هایش را شروع کرد.

## فهرست رئیسان دانشگاه
- پوهنمل عبدالقدیر برّان؛ ۱۳۸۰ تا ۱۳۸۲
- پوهنیار عبدالقدیر مهان؛ ۱۳۸۲ تا ۱۳۹۱
- پوهنمل خسرو نظری؛ ۱۳۹۱ تا ۱۳۹۸
- پوهندوی قاسم آریا؛ ۱۳۹۸ تا کنون

## دانشکده‌ها
- دانشکدهٔ زبان و ادبیات
- دانشکدهٔ تعلیم و تربیت
- دانشکدهٔ زراعت (کشاورزی)
- دانشکدهٔ اقتصاد
- دانشکدهٔ کمپیوترساینس
- دانشکدهٔ حقوق و علوم سیاسی
- دانشکدهٔ شرعیات
- دانشکدهٔ شبانه
- دانشکده علوم اجتماعی